# Азеркины

Правильный семиугольник 7/3 (гептаграмма), известный как «Эльфийская Звезда» или «Звезда Фей», используется некоторыми азеркинами как идентификатор.

Азеркины (англ. otherkin, от other — «другой», kin — «род»), или иные — люди, которые описывают себя как нелюдей в каком-либо смысле; обычно подразумевается какое-нибудь мифологическое или легендарное существо. Само слово является неологизмом, используемым преимущественно самими «азеркинами», и не является чётко определённым; в своём наиболее широком смысле объединяет тех, кто считает себя любыми нечеловеческими существами (животные, ангелы, демоны, драконы, жители других измерений, инопланетяне, феи, кицунэ, ликантропы, агуары).

## История
Самый старый интернет-ресурс для «азеркинов» — «Digest Elvenkind»; список рассылки, начатый в 1990-м году студентом в университете Кентукки для «эльфов и заинтересованных наблюдателей». Также в начале 1990-х телеконференции, такие как alt.horror.werewolves и alt.fan.dragons на Usenet, которые были первоначально созданы для поклонников этих существ в контексте фантазии и литературы ужаса и фильмов, также развивали мировоззрения идентификации себя как мифологических существ.
6 февраля 1995 года документ под названием «Манифест Нации Эльфов» был отправлен в Usenet в группы alt.pagan и alt.magick. Непосредственно на Usenet манифест был подвергнут резкой критике; полагали, что это или очень наивно, или попытка троллить. Однако многие связывались с автором, чтобы присоединиться к его списку.
Сам термин «otherkin» появился в печати не раньше 1996 года, хотя из контекста, в котором он использовался, видно, что термин уже был широко распространён в определённых кругах. Термин первоначально появился тогда, когда стало ясно, что образуется новое сообщество людей, идентифицирующих себя с отличными от эльфов мифологическими существами, такими как единороги, феи и сатиры. Самое раннее зарегистрированное использование термина otherkin отмечено в июле 1990 года и варианта otherkind в апреле того же года.
Современное сообщество «азеркинов» выросло из этих эльфийских сообществ в середине 1990-х.
Первым музыкальным видеоклипом, где представлена культура и эстетика азеркинов и терианства, стал клип на песню Away from Heaven | Arthur Clavir Remix белорусской инди-группы Lofa Bridge, выпущенный в августе 2024 года. После выхода видеоклип попал в ротацию музыкальных каналов "БелМузТВ" и "Европа Плюс".

## Реакция
Среди людей вне сообщества верования «азеркинов» обычно встречаются с недоверием. Критическое замечание по ним было включено в семинар для первого курса под названием «Безумие в Америке: Обман Иррационального», который преподавался в колледже Вустера осенью 2002 года.

## В психиатрии
При некоторых психических расстройствах человек также может считать себя нелюдем в каком-либо смысле. При параноидной шизофрении и бредовых психозах позднего возраста встречается феномен аутометаморфозы, когда человек ощущает себя превращённым в какое-либо животное или даже неодушевлённый предмет. Ощущение и осознание человеком себя кошкой в психиатрии называется галеантропией, собакой — кинантропией, волком — ликантропией, змеёй — офидиантропией.